# Sobór Zwiastowania w Kowlu

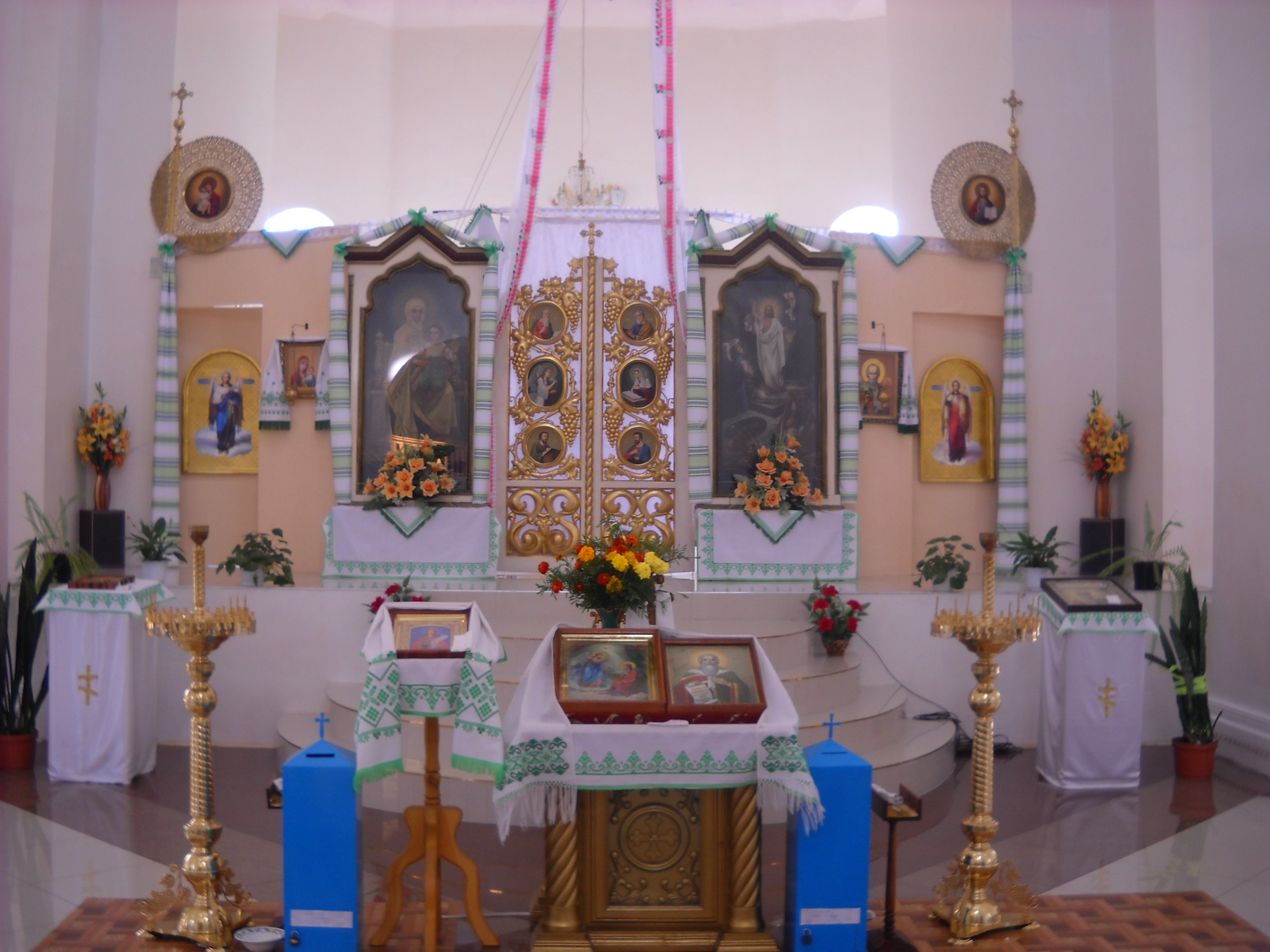
Ikonostas

Sobór Zwiastowania – prawosławny sobór w Kowlu, należący do eparchii wołyńskiej Kościoła Prawosławnego Ukrainy. 
Pierwsza cerkiew na miejscu współczesnego soboru powstała w 1549, była to świątynia drewniana, najstarsza w mieście. Początkowo funkcjonowała jako siedziba odrębnej parafii, jednak w 1848, gdy w pożarze uległ zniszczeniu znajdujący się w sąsiedztwie sobór Zmartwychwstania Pańskiego, została przemianowana na filię parafii Zmartwychwstania, zaś cerkiew uzyskała czasowo status soboru. Status ten zachowała do odbudowy soboru w 1887. W II połowie XIX w. świątynia była już w bardzo złym stanie technicznym. Budynek został wyremontowany w 1898 i w 1903 poświęcony powtórnie. W czasie rekonstrukcji całkowicie zmieniono jego pierwotny wygląd. W czasie I wojny światowej obiekt został ponownie uszkodzony. W 1928 został odnowiony, zaś służący w nim kapłan Ihor Huba wprowadził do nabożeństw język ukraiński. 
W 1961 cerkiew została odebrana wiernym i przebudowana na salę sportową. Z wystroju cerkwi przetrwał jedynie uratowany przez parafianina krzyż na głównej kopule. Po 1991 obiekt został przekazany parafii Ukraińskiego Kościoła Prawosławnego Patriarchatu Kijowskiego i zaadaptowany na cele religijne. W 1996 cerkiew otrzymała status soboru. W 2010 wyświęcona została dolna cerkiew. W czasie jej urządzania odsłonięto kamienne fundamenty szesnastowiecznej świątyni Zwiastowania, które są za szkłem eksponowane w podłodze nowego budynku.
Od 2018 r. cerkiew należy do Kościoła Prawosławnego Ukrainy.